# 大明嬪妃
『大明嬪妃』(だいみんひんひ『大明嫔妃』)は、2010年に公開された中国歴史ドラマ。監督は田少波。主演は宋洋・杜鵑・朱一龍・王芸曈ら。姉妹作に、『明珠遊龍』がある。全20話・10部構成。別名で『大明太子府風雲』と題されることもある。日本未公開。

## 内容
在位僅か1か月で非業の死を遂げた明の皇帝・朱常洛(泰昌帝)の生涯を、彼の皇太子時代から描く。物語の主題は、朱常洛(泰昌帝)とその妃・上官蘭心、ならびに朱常洵(福王)とその恋人・姚芊芊の、2組の苦難に満ちた純愛ストーリー。また、朱常洛の後宮における寵愛争いや、万暦帝の後継者の座を巡る激しい争いなども描かれ、最後は泰昌帝の即位と急死で、物語の幕が閉じる。
　物語は全20話で10部構成。一部あたり2話(約95分)。各部のサブタイトルは以下の通り。
　●第一部：「選秀」、第二部：「争寵」、第三部：「攻心」、第四部：「離間」、第五部：「殺機」、第六部：「反攻」、第七部：「逐鹿」、第八部：「因斗」、第九部「登基」、第十部「美人計」

## 登場人物・出演者

### 明朝皇族
| 出演者 | 登場人物       |
| ------ | -------------- |
| 宋洋   | 朱常洛(泰昌帝) |
| 朱一龍 | 朱常洵(福王)   |
| 趙家林 | 朱翊鈞(万暦帝) |
| 牛禹童 | 朱由校(天啓帝) |
| 劉文卿 | 朱由樺         |

### 明朝後宮(朱常洛の嬪妃)
| 出演者 | 登場人物 |
| ------ | -------- |
| 何杜娟 | 上官蘭心 |
| 陳一諾 | 姚芊芊   |
| 関慧卿 | 上官梅児 |
| 陳思璇 | 金碧瑤   |
| 王雪菁 | 幽霊児   |
| 徐帥   | 林玉児   |

### 明朝後宮(万暦帝の嬪妃)
| 出演者 | 登場人物 |
| ------ | -------- |
| 王芸曈 | 鄭貴妃   |
| 王春妹 | 王恭妃   |

### 明朝臣下
| 出演者 | 登場人物 |
| ------ | -------- |
| 原寧   | 王安     |
| 王宝光 | 上官鴻業 |
| 莫立衛 | 孫承宗   |
| 楊凍斌 | 楊漣     |
| 延傑   | 熊庭弼   |
| 趙広興 | 方従哲   |
| 田沢龍 | 崔文昇   |
| 衛羽   | 李可灼   |
| 宋金岳 | 鄭国泰   |
| 洪雲   | 黄嘉善   |
| 陳文涛 | 楊鎬     |
| 賈君剛 | 劉太医   |
| 劉中華 | 何太監   |

### その他登場人物
| 出演者 | 登場人物   |
| ------ | ---------- |
| 于清斌 | 張清遠     |
| 宋維芝 | 趙ばあや   |
| 張棣   | 上官夫人   |
| 何李宇 | 張差       |
| 弼騏   | 李月棠     |
| 喬飛   | 小貴子     |
| 劉濱   | 璇玑道長   |
| 王宝華 | 香羅国国師 |

## 参考資料
- 映像『大明嬪妃』